# Europees kampioenschap voetbal 2016 (Groep E) België - Ierland
Dit artikel gaat over de wedstrijd in de groepsfase in groep E tussen België en Ierland die gespeeld werd op zaterdag 18 juni tijdens het Europees kampioenschap voetbal 2016. Het duel was voor beide landen de tweede groepswedstrijd.

## Voorafgaand aan de wedstrijd
- België stond bij aanvang van het toernooi op de tweede plaats van de FIFA-wereldranglijst, Ierland op de drieëndertigste.
- De nationale elftallen van België en Ierland speelden veertien keer eerder tegen elkaar. Vijf keer won België en viermaal was Ierland te sterk. De Belgen scoorden vijfentwintig keer tegen de Ieren, die tot vierentwintig treffers kwamen.[1]
- In de eerste groepswedstrijd tegen Italië verloor België met 0–2. Emanuele Giaccherini scoorde in de eerste helft en in de blessuretijd van de tweede helft tekende Graziano Pellè voor de tweede treffer. Ierland speelde tegen Zweden en kwam na drie minuten in de tweede helft op voorsprong door een doelpunt van Wes Hoolahan. Na eenenzeventig minuten kopte Ciaran Clark de bal in eigen doel, waardoor het duel eindigde in 1–1.

## Wedstrijdgegevens
| Datum                | 18 juni 2016                     | 18 juni 2016                     |
| Wedstrijdnummer      | 22                               | 22                               |
| Stadion              | Nouveau Stade Bordeaux, Bordeaux | Nouveau Stade Bordeaux, Bordeaux |
| Toeschouwers         | 39.493                           | 39.493                           |
| Scheidsrechter       | Cüneyt Çakır                     | Cüneyt Çakır                     |
| Assistenten          | Bahattin Duran Tarik Ongun       | Bahattin Duran Tarik Ongun       |
| Vierde official      | Benoît Bastien                   | Benoît Bastien                   |
| Man van de wedstrijd | Axel Witsel                      | Axel Witsel                      |
|                      | België                           | Ierland                          |
| Doelpunten           | 3                                | 0                                |
| Gele kaarten         | 1                                | 1                                |
| Rode kaarten         | 0                                | 0                                |
| Wissels              | 3                                | 3                                |
| Schoten op doel      | 7                                | 2                                |
| Schoten naast doel   | 11                               | 9                                |
| Overtredingen        | 8                                | 10                               |
| Hoekschoppen         | 5                                | 4                                |
| Buitenspel           | 3                                | 1                                |
| Balbezit (%)         | 54                               | 46                               |

| België | 3 – 0           | Ierland |
| Romelu Lukaku 48' Axel Witsel 61' Romelu Lukaku 70' | goals (assists) | |
| Marc Wilmots | bondscoach      | Martin O'Neill |
| Thibaut Courtois Jan Vertonghen Thomas Vermaelen Toby Alderweireld Thomas Meunier Axel Witsel Kevin De Bruyne Mousa Dembélé 57' Eden Hazard Romelu Lukaku 82' Yannick Carrasco 64' | opstellingen    | Darren Randolph Stephen Ward Ciaran Clark John O'Shea Séamus Coleman Robbie Brady 62' James McCarthy Glenn Whelan Jeff Hendrick 72' Wes Hoolahan 79' Shane Long |
| Radja Nainggolan 57' Dries Mertens 64' Christian Benteke 82' | wissels         | 62' James McClean 72' Aiden McGeady 79' Robbie Keane |
| Thomas Vermaelen 49' | gele kaarten    | 42' Jeff Hendrick |
| | rode kaarten    | |

## Wedstrijden
| Groepswedstrijden | | | | | | | | | | | | | | | | | | | | | | | |
| Groep A | Groep A | Groep A | Groep A | Groep B | Groep B | Groep B | Groep B | Groep C | Groep C | Groep C | Groep C | Groep D | Groep D | Groep D | Groep D | Groep E                                                                                            | Groep E                                                                                            | Groep E                                                                                            | Groep E                                                                                            | Groep F | Groep F | Groep F | Groep F |
| Frankrijk – Roemenië Albanië – Zwitserland Roemenië – Zwitserland Frankrijk – Albanië Roemenië – Albanië Zwitserland – Frankrijk | Frankrijk – Roemenië Albanië – Zwitserland Roemenië – Zwitserland Frankrijk – Albanië Roemenië – Albanië Zwitserland – Frankrijk | Frankrijk – Roemenië Albanië – Zwitserland Roemenië – Zwitserland Frankrijk – Albanië Roemenië – Albanië Zwitserland – Frankrijk | Frankrijk – Roemenië Albanië – Zwitserland Roemenië – Zwitserland Frankrijk – Albanië Roemenië – Albanië Zwitserland – Frankrijk | Wales – Slowakije Engeland – Rusland Rusland – Slowakije Engeland – Wales Rusland – Wales Slowakije – Engeland | Wales – Slowakije Engeland – Rusland Rusland – Slowakije Engeland – Wales Rusland – Wales Slowakije – Engeland | Wales – Slowakije Engeland – Rusland Rusland – Slowakije Engeland – Wales Rusland – Wales Slowakije – Engeland | Wales – Slowakije Engeland – Rusland Rusland – Slowakije Engeland – Wales Rusland – Wales Slowakije – Engeland | Polen – Noord-Ierland Duitsland – Oekraïne Oekraïne – Noord-Ierland Duitsland – Polen Oekraïne – Polen Noord-Ierland – Duitsland | Polen – Noord-Ierland Duitsland – Oekraïne Oekraïne – Noord-Ierland Duitsland – Polen Oekraïne – Polen Noord-Ierland – Duitsland | Polen – Noord-Ierland Duitsland – Oekraïne Oekraïne – Noord-Ierland Duitsland – Polen Oekraïne – Polen Noord-Ierland – Duitsland | Polen – Noord-Ierland Duitsland – Oekraïne Oekraïne – Noord-Ierland Duitsland – Polen Oekraïne – Polen Noord-Ierland – Duitsland | Turkije – Kroatië Spanje – Tsjechië Tsjechië – Kroatië Spanje – Turkije Tsjechië – Turkije Kroatië – Spanje | Turkije – Kroatië Spanje – Tsjechië Tsjechië – Kroatië Spanje – Turkije Tsjechië – Turkije Kroatië – Spanje | Turkije – Kroatië Spanje – Tsjechië Tsjechië – Kroatië Spanje – Turkije Tsjechië – Turkije Kroatië – Spanje | Turkije – Kroatië Spanje – Tsjechië Tsjechië – Kroatië Spanje – Turkije Tsjechië – Turkije Kroatië – Spanje | Ierland – Zweden België – Italië Italië – Zweden België – Ierland Italië – Ierland Zweden – België | Ierland – Zweden België – Italië Italië – Zweden België – Ierland Italië – Ierland Zweden – België | Ierland – Zweden België – Italië Italië – Zweden België – Ierland Italië – Ierland Zweden – België | Ierland – Zweden België – Italië Italië – Zweden België – Ierland Italië – Ierland Zweden – België | Oostenrijk – Hongarije Portugal – IJsland IJsland – Hongarije Portugal – Oostenrijk IJsland – Oostenrijk Hongarije – Portugal | Oostenrijk – Hongarije Portugal – IJsland IJsland – Hongarije Portugal – Oostenrijk IJsland – Oostenrijk Hongarije – Portugal | Oostenrijk – Hongarije Portugal – IJsland IJsland – Hongarije Portugal – Oostenrijk IJsland – Oostenrijk Hongarije – Portugal | Oostenrijk – Hongarije Portugal – IJsland IJsland – Hongarije Portugal – Oostenrijk IJsland – Oostenrijk Hongarije – Portugal |
| Achtste finales | | | | | | | | | | | | | | | | | | | | | | | |
| Zwitserland – Polen | Zwitserland – Polen | Zwitserland – Polen | Wales – Noord-Ierland | Wales – Noord-Ierland                                                                                          | Wales – Noord-Ierland                                                                                          | Kroatië – Portugal                                                                                             | Kroatië – Portugal                                                                                             | Kroatië – Portugal | Frankrijk – Ierland | Frankrijk – Ierland | Frankrijk – Ierland | Duitsland – Slowakije                                                                                       | Duitsland – Slowakije                                                                                       | Duitsland – Slowakije                                                                                       | Hongarije – België                                                                                          | Hongarije – België                                                                                 | Hongarije – België                                                                                 | Italië – Spanje                                                                                    | Italië – Spanje                                                                                    | Italië – Spanje | Engeland – IJsland | Engeland – IJsland | Engeland – IJsland |
| Kwartfinales | | | | | | | | | | | | | | | | | | | | | | | |
| Polen – Portugal | Polen – Portugal | Polen – Portugal | Polen – Portugal | Polen – Portugal                                                                                               | Polen – Portugal                                                                                               | Wales – België                                                                                                 | Wales – België                                                                                                 | Wales – België | Wales – België | Wales – België | Wales – België | Duitsland – Italië                                                                                          | Duitsland – Italië                                                                                          | Duitsland – Italië                                                                                          | Duitsland – Italië                                                                                          | Duitsland – Italië                                                                                 | Duitsland – Italië                                                                                 | Frankrijk – IJsland                                                                                | Frankrijk – IJsland                                                                                | Frankrijk – IJsland | Frankrijk – IJsland | Frankrijk – IJsland | Frankrijk – IJsland |
| Halve finales | | | | | | | | | | | | | | | | | | | | | | | |
| Portugal – Wales | Portugal – Wales | Portugal – Wales | Portugal – Wales | Portugal – Wales                                                                                               | Portugal – Wales                                                                                               | Portugal – Wales                                                                                               | Portugal – Wales                                                                                               | Portugal – Wales | Portugal – Wales | Portugal – Wales | Portugal – Wales | Duitsland – Frankrijk                                                                                       | Duitsland – Frankrijk                                                                                       | Duitsland – Frankrijk                                                                                       | Duitsland – Frankrijk                                                                                       | Duitsland – Frankrijk                                                                              | Duitsland – Frankrijk                                                                              | Duitsland – Frankrijk                                                                              | Duitsland – Frankrijk                                                                              | Duitsland – Frankrijk | Duitsland – Frankrijk | Duitsland – Frankrijk | Duitsland – Frankrijk |
| Finale | | | | | | | | | | | | | | | | | | | | | | | |
| Portugal – Frankrijk | | | | | | | | | | | | | | | | | | | | | | | |

KBVB · A-internationals · Selecties · Statistieken · Bondscoaches · Belgisch vrouwenelftal · Olympisch elftal · België U21 · België U20 · België U19 · België U18 · België U17 · België U16 · Vrouwen U19 · Vrouwen U17
Albanië ·
Algerije ·
Andorra ·
Argentinië ·
Armenië ·
Australië ·
Azerbeidzjan ·
Bosnië en Herzegovina · 
Brazilië ·
Bulgarije ·
Burkina Faso ·
Canada ·
Chili ·
Colombia ·
Costa Rica ·
Cyprus ·
DDR ·
Denemarken ·
Duitsland ·
Egypte ·
El Salvador ·
Engeland ·
Estland ·
Faeröer ·
Finland ·
Frankrijk ·
Gabon ·
Gibraltar ·
Griekenland ·
Hongarije ·
Ierland ·
IJsland ·
Irak ·
Israël ·
Italië ·
Ivoorkust ·
Japan ·
Joegoslavië ·
Kazachstan ·
Kroatië · 
Letland ·
Litouwen ·
Luxemburg ·
Malta ·
Marokko ·
Mexico ·
Montenegro · 
Nederland ·
Noord-Ierland ·
Noord-Macedonië ·
Noorwegen ·
Oekraïne ·
Oostenrijk ·
Panama · 
Paraguay ·
Peru ·
Polen ·
Portugal ·
Qatar ·
Roemenië ·
Rusland ·
San Marino ·
Saoedi-Arabië ·
Schotland ·
Servië ·
Servië en Montenegro ·
Slovenië ·
Slowakije ·
Sovjet-Unie ·
Spanje ·
Tsjechië ·
Tsjecho-Slowakije ·
Tunesië · 
Turkije · 
Uruguay · 
Verenigde Staten · 
Wales · 
Wit-Rusland ·
Zambia · 
Zuid-Korea · 
Zweden · 
Zwitserland
Algerije (2014) ·
Argentinië (2014) · 
Brazilië (2018) · 
Canada (2022) · 
Denemarken (2021) · 
Engeland (2018, 1) · 
Engeland (2018, 2) · 
Finland (2021) · 
Frankrijk (1904) ·
Frankrijk (2018) · 
Ierland (2016) · 
Italië (2016) · 
Italië (2021) · 
Japan (2018) · 
Kroatië (2022) · 
Marokko (2022) · 
Nederland (1985) · 
Panama (2018) ·
Polen (1982) · 
Portugal (2021) · 
Rusland (2014) · 
Rusland (2021) · 
Sovjet-Unie (1982) · 
Tunesië (2018) · 
Verenigde Staten (2014) ·
West-Duitsland (1980) · 
Zuid-Korea (2014)
FAI · A-internationals · Bondscoaches · Statistieken · Iers vrouwenelftal · Olympisch elftal · Ierland U21 · Ierland U20 · Ierland U19 · Ierland U18 · Ierland U17 · Ierland U16 · Vrouwen U17
1924 – 1929 ·
1930 – 1939 ·
1940 – 1949 ·
1950 – 1959 ·
1960 – 1969 ·
1970 – 1979 ·
1980 – 1989 ·
1990 – 1999 ·
2000 – 2009 ·
2010 – 2019 ·
2020 − 2029
EK 1988 · 
EK 2012 · 
EK 2016
WK 1990 · 
WK 1994 · 
WK 2002
1924 · 
1925 · 
1926 · 
1927 · 
1928 · 
1929 · 
1930 · 
1931 · 
1932 · 
1933 · 
1934 · 
1935 · 
1936 · 
1937 · 
1938 · 
1939 · 
1940 · 1941 · 1942 · 1943 · 1944 · 1945 · 
1946 · 
1947 · 
1948 · 
1949 · 
1950 · 
1951 · 
1952 · 
1953 · 
1954 · 
1955 · 
1956 · 
1957 · 
1958 · 
1959 · 
1960 · 
1961 · 
1962 · 
1963 · 
1964 · 
1965 · 
1966 · 
1967 · 
1968 · 
1969 · 
1970 · 
1971 · 
1972 · 
1973 · 
1974 · 
1975 · 
1976 · 
1977 · 
1978 · 
1979 · 
1980 · 
1981 · 
1982 · 
1983 · 
1984 · 
1985 · 
1986 · 
1987 · 
1988 · 
1989 · 
1990 · 
1991 · 
1992 · 
1993 · 
1994 · 
1995 · 
1996 · 
1997 · 
1998 · 
1999 · 
2000 · 
2001 · 
2002 · 
2003 · 
2004 · 
2005 · 
2006 · 
2007 · 
2008 · 
2009 · 
2010 · 
2011 · 
2012 · 
2013 · 
2014 · 
2015 ·
2016 ·
2017 ·
2018 ·
2019 ·
2020 ·
2021
Albanië ·
Algerije ·
Andorra ·
Argentinië ·
Armenië ·
Australië ·
Azerbeidzjan ·
België ·
Bolivia ·
Bosnië en Herzegovina ·
Brazilië ·
Bulgarije ·
Canada ·
Chili ·
China ·
Colombia ·
Costa Rica ·
Cyprus ·
Denemarken ·
Duitsland ·
Ecuador ·
Egypte ·
Engeland ·
Estland ·
Faeröer ·
Finland ·
Frankrijk ·
Georgië ·
Gibraltar ·
Griekenland ·
Hongarije ·
IJsland ·
Iran ·
Israël ·
Italië ·
Jamaica ·
Joegoslavië ·
Kameroen ·
Kazachstan ·
Kroatië ·
Letland ·
Liechtenstein ·
Litouwen ·
Luxemburg ·
Malta ·
Marokko ·
Mexico ·
Moldavië ·
Montenegro ·
Nederland ·
Nieuw-Zeeland ·
Nigeria ·
Noord-Ierland ·
Noord-Macedonië ·
Noorwegen ·
Oekraïne ·
Oman ·
Oostenrijk ·
Paraguay ·
Polen ·
Portugal ·
Qatar ·
Roemenië ·
Rusland ·
San Marino ·
Saoedi-Arabië ·
Schotland ·
Servië ·
Slowakije ·
Sovjet-Unie ·
Spanje ·
Trinidad en Tobago ·
Tsjechië ·
Tsjecho-Slowakije ·
Tunesië ·
Turkije ·
Uruguay ·
Verenigde Staten ·
Wales ·
Wit-Rusland ·
Zuid-Afrika ·
Zweden ·
Zwitserland
België (2016) · 
Italië (2012) · 
Kroatië (2012) · 
Spanje (2012) · 
Zweden (2016)